# Gott om pojkar, ont om män?
Gott om pojkar, ont om män? är en svensk dokumentärfilm från 1995 i regi av Marianne Ahrne. I filmen samtalar Ahrne och Rigmor Robèrt om pojkar, män och mansroller utifrån ett jungianskt perspektiv.
Filmen fick ett blandat mottagande där de flesta kritikerna tyckte att ämnet var intressant, medan andra tyckte att filmen innehöll generaliseringar. Den premiärvisades 22 september 1995 på biografen Zita i Stockholm och är 85 minuter lång. Den har även visats av Sveriges Television.